# Brachycyrtus oculatus
Brachycyrtus oculatus är en stekelart som beskrevs av Joseph Augustine Cushman 1936. Brachycyrtus oculatus ingår i släktet Brachycyrtus och familjen brokparasitsteklar. Inga underarter finns listade.